# 유니티 모듈

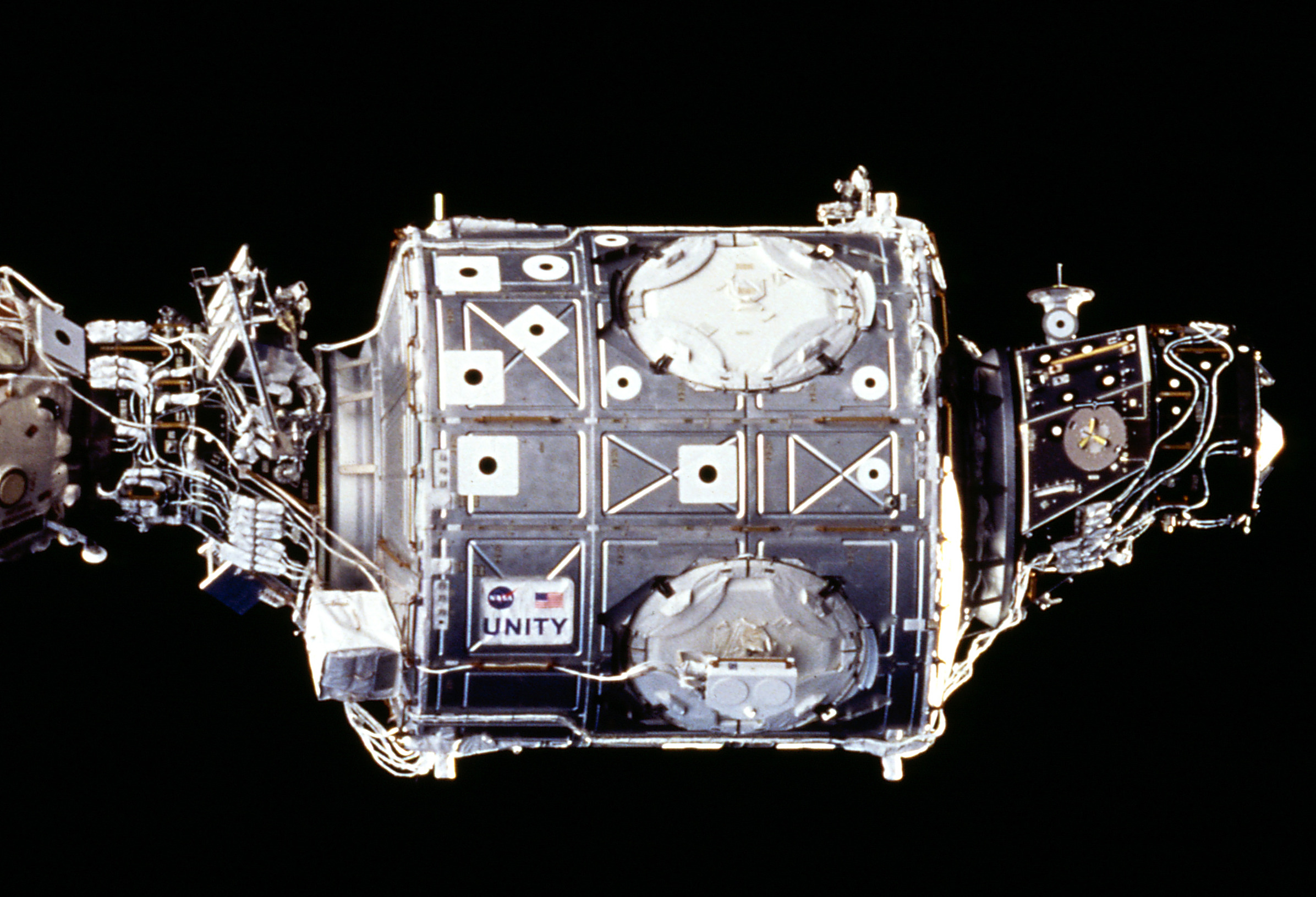
ISS 유니티 모듈(NASA)

유니티(영어: Unity)는 1998년 12월에 발사된 국제 우주 정거장의 모듈 중 하나이다. 길이는 5.5 m, 지름은 4.6 m, 무게는 11,612 kg이다.

## 기관
유니티는 모듈들을 연결시키는 기능을 담당한다. 자르야 모듈, 데스티니 모듈, 퀘스트 에어록 모듈 등 모두 여섯 개의 연결 포트를 가지고 있는데, 노드 1이라고도 불린다. 또 유니티에는 임무 패치를 붙이기도 한다.